# Пазур, Кароль
Кароль Пазур (чеш. Karol Pazúr; 26 февраля 1917, Кромпахи, Спишска-Нова-Вес — 25 апреля 1976, Банска-Бистрица) — чехословацкий массовый убийца, военный преступник, главный инициатор Пршеровского расстрела, когда было убито 256 этнических немцев. Во время Второй мировой войны служил в коллаборационистской Быстрой дивизии воевавшей на Восточном фронте на стороне Германии, а после попадания в плен вступил в сформированный в СССР 1-й чехословацкий армейский корпус. Член Коммунистической партии Чехословакии (с 1944 года).

## Биография

### Детство и юность
Родился в восточнословацком городе Кромпахи. После окончания народной школы учился на переплётчика и некоторое время работал банковским служащим.

### Во время Второй мировой войны
Во время Второй мировой войны Пазур стал членом Глинковой словацкой народной партии и Глинковой гвардии. Впоследствии присоединился к словацкому формированию Быстрая дивизия, сражавшейся во время Великой Отечественной войны в Советском Союзе на стороне Третьего рейха. После попадания в плен к Красной армии в 1943 году, он стал ярым коммунистом и записался в число членов вновь формирующихся чехословацких частей. Был офицером и разведчиком в 1-м чехословацком армейском корпусе; его сослуживцем был агент НКВД Бедржих Рейцин (настоящая фамилия Рейнцингер), впоследствии сыгравший роль в его судьбе. В декабре 1944 года вступил в Коммунистическую партию Чехословакии.

### Пршеровский расстрел
После расформирования 1-го Чехословацкого армейского корпуса 25 мая 1945 года остался в армии в должности лейтенанта военной разведки. Участие в коллаборационистских формированиях Пазур рассматривал как проблему, поэтому старался изо всех сил улучшить свою репутацию, преследуя немцев после окончания Второй мировой войны. Вершиной его усилий стало инициирование и организация резни близ города Пршеров, вошедшей в историю как Пршеровский расстрел. Во время чистки было убито 267 человек. Среди убитых были немцы (карпатские и словацкие), подавляющее большинство из них были женщины, дети и старики. В тот день Пазур лично убил всех младенцев. Впоследствии расследование показало, что убитые не были активными сторонниками нацизма, как утверждал Пазур, и лишь немногие из них участвовали в Глинковой гвардии (членом которой был и сам Пазур). Также было установлено, что 30 из числа убитых были словаками и участвовали в движении сопротивления.

### Следствие и арест
Командующий чешской военной администрацией в Пршерове пытался арестовать Пазура сразу после резни, но так как он представился офицером НКВД и показал документы военной разведки (ОБЗ), он был отпущен и даже получил повышение. На следующее утро командующий советским гарнизоном в Пршерове отдал приказ о его аресте, но Пазур к этому моменту находился вне его юрисдикции. В последующие годы велось следствие, собирались документы, однако приговоров в отношении Пазура не выносилось. Лишь в 1947 году, под давлением международных организаций, он был арестован и приговорён военным судом в Братиславе к 7,5 годам лишения свободы. Тем не менее приговор был оспорен главным прокурором Антоном Рашлой, приложившим большие усилия к привлечению Пазура к ответственности. Обжаловал приговор и сам подсудимый, утверждавший, что поскольку тогда «были такие времена», то «действовал из чувства патриотического долга» и что «суд над ним носит политический характер и направлен на нанесение ущерба Коммунистической партии». На вопрос, почему Пазур убил детей, которых даже невозможно было подозревать в каком-либо сотрудничестве с нацизмом, он заявил, что «не знал, что с ними делать, после расстрела их родителей».
По результатам апелляции Высший военный суд Праги Пазур получил 20 лет тюрьмы, несмотря на вмешательство своего бывшего сослуживца генерала Бедржиха Рейцина, который в то время был заместителем министра обороны и руководителем 5-го управления (военной разведки). Рейцин не забывал своего друга и после февральских событий 1948 года, когда в Чехословакии была установлена коммунистическая диктатура, начал добиваться освобождения Пазура. По просьбе Рейцина президент Чехословакии Клемент Готвальд сократил срок наказания Пазура до 10 с возможностью последующего сокращения и смягчения наказания. Таким образом Пазур провёл в тюрьме около года. Сам Рейцин стал жертвой антисемитской кампании 1951—1952 гг. («дело Сланского») и был казнён в 1952 году, однако это не повлияло на дальнейшую судьбу Пазура.

### После освобождения
После освобождения Пазур считался героем антинацистского сопротивления, работал в органах власти и был удостоен ряда наград. Будучи функционером Чехословацкого союза борцов-антифашистов, он регулярно участвовал в мероприятиях, посвящённых Словацкому национальному восстанию. Являлся агентом Службы государственной безопасности Чехословакии.
Всю оставшуюся жизнь он прожил в городе Банска-Бистрица, где скончался 25 апреля 1976 года от цирроза печени. Похоронен там же на евангелическом кладбище.
В прессе распространялись недостоверные версии смерти Пазура. По одной из них он был утоплен родственниками жертв расстрела в Пршерове, а по другой — эмигрировал в США под чужим именем. По версии словацкого журналиста Томаша Киселя, смерть Пазура наступила лишь в 1979 году.